# Johann Praetorius (Musiker)
Johann Praetorius (auch: Prätorius; * 27. Januar 1634 in Quedlinburg; † 21. Februar 1705 in Halle (Saale)) war ein deutscher Pädagoge, Astronom und Musiker.

## Leben
Er war der Sohn von Johann Praetorius, dem Rektor der Schule seiner Heimatstadt, die er selbst besuchte. Am 29. Januar 1653 nahm er an der Universität Wittenberg ein Studium auf, wo er bei August Buchner die Vorlesungen zur Rhetorik und Poesie besuchte. Er begann während jener Zeit ein theologisches Studium. Nachdem er sich in Karlsbad von einer Krankheit erholt hatte, frequentierte er die Universität Jena, wo er sich bei Erhard Weigel mit Mathematik beschäftigte und seine theologischen Studien fortsetzte. 1660 wurde er Magister der Philosophie und bald darauf Adjunkt der philosophischen Fakultät. Aufgrund seines Erfolges während seiner Jenaer Hochschulzeit wurde er Privatlehrer am Hof des Herzogs Ernst von Gotha und war zugleich Lehrer für Mathematik des dortigen Gymnasiums.
Zwei Jahre später wurde er Rektor der Stadtschule in Soest und 1675 Rektor des Gymnasiums in Halle (Saale). In diesem Amt blieb er dreißig Jahre und formte während dieser Zeit das Gymnasium zur blühenden lutherischen Lehranstalt. Zudem machte sich Praetorius auch als Komponist einen Namen, wobei das von ihm geschaffene „Oratorium David“ in Halle aufgeführt wurde. Von seinen Kompositionen ist keine überliefert. Er trat auch mit einer Schrift über eine Kometenbetrachtung als Astronom in Erscheinung. Viele Schüler durchliefen seine Lehranstalt. So sind Georg Friedrich Händel, Adam Erdmann Mirus und Johann Burchard Freystein zu nennen.
1684 heiratete er Anne Katharina, die Tochter des Kantors am Gymnasium in Merseburg Samuel Mylius, die er jedoch 1690 bei der Geburt einer toten Tochter wieder verlor.

## Werke
- Carmina
- Programmata[2]
- Argutas inscriptiones
- Panegyricos seromones
- Disputationes physicas, ethicas und politicas: Cum Appendice Depulsionis Criminationum, quae in Illam ibi hoc nomine sparguntur Programma Natalitium, Historiam exhibens Observationum Cometae Ao. 1680. mense Novembri Lipsiae primum conspecti. Halle 1680
- Physica Meletemata Disputationibus Viginti Et Quinque Comprehensa.